# 애너 메르세데스 모리스
애너 메르세데스 모리스(Anna Mercedes Morris, 1977년 11월 6일 ~ )는 미국의 배우, 텔레비전 배우, 스턴트 배우, 영화배우이다.
샬럿에서 태어났다.

## 영화
- 안티-나르코틱스 (2009년)
- 공동묘지 관문 (2006년)